# De Polders (Nederland)
De Polders is een woonwijk in het noordoosten van de Nederlandse gemeente Veldhoven. In 2023 telde de wijk 2.725 inwoners. De Polders ligt ten noorden van de wijk Zeelst.
De wijk is gebouwd in de open ruimte tussen de twee voormalige buurtschappen Djept en Muggenhol. In 1984 waren al de eerste 92 woningen bewoond. In een periode van twintig jaar is de wijk daarna verder uitgebreid. Als laatste werd rond 2005 het gebied ten noorden van de Meerhovendreef bebouwd. In dit gedeelte eindigen alle straatnamen op wal. In de rest van de wijk zijn de straatnamen gerelateerd aan verdedigingswerken, zoals bijvoorbeeld kazemat en lunet.
Hoofdplaats: Veldhoven

Buurtschappen: Berkt · Halfmijl · Heers · Hoogeind · Scherpenering · Schoot · Toterfout · Vliet · Zandoerle · Zittard

Voormalige gemeenten: Oerle · Veldhoven en Meerveldhoven · Zeelst

Noord-Brabant: Steden en dorpen      Nederland: Provincies · Gemeenten